# Medgyesi Pál (református lelkész)
Medgyesi Pál (Aranyosmeggyes, 1604 – Sárospatak, 1663) református lelkész, teológus, író. A magyar puritánus irodalom kiemelkedő egyénisége.
Munkáiban „elméletileg is megalapozta az imádság és a prédikáció műfaját, tudniillik megírta ezek első magyar nyelvű retorikáját, továbbá úgynevezett Jajj-aival megteremtette a jeremiád sajátos változatát.”

## Élete
Bártfán és Debrecenben tanult. Debrecen városa anyagi támogatásával külföldi egyetemeken tanulhatott. Az 1628. év második felében Odera-Frankfurtban tanult, 1630-ban Leidenben hittant hallgatott, Angliában is tanult. 1631 végétől a debreceni kollégium tanára, 1634 júniusától Szinérváralján, 1637 elejétől már Munkácson, 1638 közepétől pedig Nagyváradon volt pap. 1638 decemberétől I. Rákóczi György udvari papjaként működött, a fejedelem halála (1648) után Lorántffy Zsuzsannával Sárospatakra költözött, később a fejedelemasszony udvari papja lett, 1660-tól Sárospatak lelkésze ként működött.

## Munkássága
A puritanizmus és az angol presbiteri rendszer híve volt, ezért személye körül egy időben komoly elvi harc dúlt. A presbiteriánusok vissza akartak térni az őskeresztény idők puritán egyszerűségéhez; a világi hívőknek, így a parasztok képviselőinek is bevonását kívánták az egyházi szervezetbe és vonakodtak a püspöki kormányzás elfogadásától. Medgyesi Pál erre vonatkozó nézeteit Dialogus politico-ecclesiasticus azaz két keresztyén embereknek egymással való beszélgetések... (Bártfa, 1650) című vitairatában foglalta össze.
Igehirdetői egyéniségével és szónoki stílusával kiemelkedett kora prédikátorai közül. Minden prédikációját érzelmileg telített vallásos élménnyé akarta tenni, ezért fellépett Geleji Katona István körülményes, elméleti fejtegetésekbe bocsátkozó prédikáló stílusa ellen is. Változatos költői nyelv és barokkosan díszített stílus jellemzi hat Jajj-ból álló „sorozat”-át. Ezekben a prédikációiban siratja a nemzetet, eseng Istenhez az országért, fájdalmasan emlékezik meg II. Rákóczi György bukásáról és a török hódítók dúlásairól.
Medgyesi Pál fordítói munkássága is jelentős, legnagyobb hatású műve is fordítás. Lewis Bayly (1565–1631) anglikán prédikátornak a maga korában Európa-szerte népszerű művét, a Praxis pietatist (A kegyesség gyakorlása) ültette át magyar nyelvre. Könyve 1636-ban Debrecenben jelent meg először. Egykori népszerűségét mutatja, hogy Medgyesi Pál életében még négyszer adták ki. „A puritánus kegyesség manifesztumát … teszi át magyarra Medgyesi igen fejlett stílusérzékkel, jelentékeny helyet biztosítva magának a magyar műfordítás történetében…”
Az első megjelenés 300. évfordulóján, 1936-ban a könyvet újból kiadták. A 21. század elején ismét megjelent modern kiadásban: Praxis Pietatis azaz Kegyesség Gyakorlás Kolozsvár, Koinónia Kiadó, 2003 (válogatta és szerkesztette: Bálint Ágnes).

## Munkái
- Szent Agoston Vallasa. Melyben, ezen tudos Doctornak, (ki Luther M. elött majd 1200. esztendökkel élt) Irásiból, ez mai Pápistáknak szemtelen csacsogások ellen, az kik hamissan azt hirdetik, hogy Luther és Calvinus elöt nem volt az mi Vallasunk, vilagossan megh bizonyittatik, hogy ő Papista nem volt, mint az kiktül sokat külömbözöt; mivelünk Protestansokkal penig a Hitnek minden derekas Agaiban egyet ertet. Irattatot elsőben Angliai nyelven: mostan nagyub haszonnak okaért, egynehány Istenes Elmelkedesekkel es buzgo Imadsagokkal eggyütt Magyar nyelvre fordittatot. Debrecen, 1632
- Scala Coeli avagy egynehany, bizonyos időkre alkalmaztatott, istenes elmelkedesek es buzgo Imadsagok, mellyek az kegyes Eletnek, Angliai nyelven irattatot Praxisabol, szedegettetek ... Uo. 1632 (előbbi munkával együtt jelent meg)
- Praxis Pietatis, Az az: Kegyesseg-Gyakorlas. Melyben be-foglaltatik, mint kellyen az Hivő keresztyén embernek, az Isten és a maga igaz ismeretiben nevekedni, eletét naponként, Istennek félelmére intézni, tsendes lelki ismerettel költeni, és futásának el-töltese után boldogul végezni. Fordittatot Angliai nyelvböl, az Magyar Keresztyéneknek, ez szomoruságos utolso idökben, kivaltkeppen-valo vigasztalásokra és hasznokra. Uo. 1636 (Lewis Bayly munkájának fordítása. További kiadásai: Lőcse 1638, 1641, 1678, Bártfa 1640, Várad 1643, Kolozsvár, 1677)
- Het napoki edgyüt beszelgetesek, ket öszvetalalkozott Embereknek, tudnia-illik edgy Keresztyen es mas edgy Papista Catholicusoknak. Az hitnek edgy nehany viszszairvl. William Cowper Galloway; Püspök, Skotiaban Angliai nyelven írta; Magyar nyelvre... forditotta. Uo. 1637
- Sz. Atyak Öröme. az az: Az Messias Jesus Christusnak Maria elöt személy szerént létének, s örök Istensegének az O Törvénybeli Jelenésekböl, Sz. Irás, jó okok és a jozanb régi Doktoroknak értelmek szerént-valo világos meg-mutatása; sok egyéb tudásra idvességes és gyönyörüséges dolgokkal egyetemben: Daniel Vasarhellyi Jesuita Professus Paternek, Amaz Nagyságos Angyal Gen. 32., v. 24. &c. és Exod. 3. v. 2. &c. &c, Az Jehovah nev, és az közölhetetlen Isteni tulaydonsagoks munkak felöl samosatenizalo, és abban fülig merült tsekély tzikkelyeinek meg tzikkelyezesere, Irattatott Es Harom Könyvekre oszlattatott, negy szükséges táblakkal edgyüt ... Albae-Julae, 1640
- Egő Szövetnek, avagy Edgy nehéz, de igen szükseges és hasznos Kérdésnek (mely az Sz. Irasnak isteni méltósága felöl vagyon) világos és rövid meg-fejtése; Minden hiveknek és kiváltképpen az Catholikusoknak hasznokra. M. P. által. Uo. 1645
- Lelki A Be-Ce Az Christus Oskolájában az alsó Rendben bé állatandó Tsetsemöknek Közönségessen; Kiváltképpen penig az méltoságos kegyes Fejedelem-Aszszonynak Lorantfi Susannanak, aprobb Tseledgyenek hasznokra. Edgy Istenfélő tudos Ágnlus Tanétónak Irásábol fordettatott. Ugyanott, 1645[4]
- Dialogvs Politico-Ecclesiasticus. Az az: Két Keresztyén Embereknek Eggymással való beszélgetések: kinek eggyike, ugy mint az Kerdezkedő, némelly dolgokban, meg nem szintén elég tanult és eröss, de nem általkodott, hanem örömöst tanuló-, a másik a Felelö tanultabb és vastagabb Beszélgetések vagyon Egyházi Igazgató Presbyterekről, vagy Vénekről, Oeregekről; és az Presbyteriumrvl Eggyházi Tanátsrol. Bártfa, 1650 (a presbiteri rendszer magyarázata)
- Doce nos orare, quin et praedicare [Taníts minket imádkozni, sőt prédikálni is], etc. az az, Imadkozasra és Praedikatzio irásra s-tételre, és a'nak megtanulására-valo mesterseges Tablak. Avagy, Eggynehány-fele világos és mindenektöl meg-érthetö Utmutatasok vagy modok: Mellyek szerént ki ki magatul-is, mind Magában s-mind Házanépe közöt, söt Gyülekezetekben-is (melly az Praedicatorok tiszti) igen könynyen, rendessen, fontossan s hasznossan az szüksegekhez képest könyöröghet, praedicálhat, és az Praedicatiokat Megtanulhatya. Uo. 1650 (Ez az első magyar homiletika. Tanácsok az egyházi beszéd elméletéhez és gyakorlatához, a prédikáció megírásának szabályaihoz.)
- (Rendes könyörgesnek tudománya)... Uo. 1650
- Abba atya. Avagy könyörgesnek lelke. Várad, 1650 (e munka töredékét Dézsi Lajos 1897-ben ajándékozta a budapesti egyetemi könyvtárnak)
- Erdel' s' egesz Mag'arnep eg'más utan, tsak hamar érkezett Hármas Jajja 's siralma. Mell'el e' ket keseredett Hazat, amaz halhatatlan emelkezetü Harom Fejedelmi Embereknek, néhai Nag' Rakoci G'örg'nek, Erdel' Országának Fejedelmének, Mag'ar Ország sok Részeinek Vrának, és Székhelek Ispánjának, 1649-ben, az Elsö Honak vag' Januariusnak 10 napjan; Es az után tsak hamar, az ö Năga igen nag' reménségö kedves Fiának, kiben az egész igaz Mag'ar Haza-fiak, megg'ugottak és igen meg-vidultak vala, néhai Rakoci Sigmondnak, 1652-ben, a Neg'edik Hónak vag' Aprilisnek 28-dik napján; Ennek-felette az előtt 1648-ban, Harmadik Hónak vag' Martiusnak 29-dik napján, ritka példáju keg'es és istenfélő néhai Eöreg Grof Betlen Istvannak Gyula-Fejérvári mulando Friss Házoktul, a Sirban meg-indításokkor siratta s sirattata ... Sáros-Patak, 1653 (megjelent ugyanezen évben Nagyváradon is)
- Rövid tanitas az presbyteriumrol avag' eg'hazi tanatsrol. Mel' az Presbyterialis Dialogusnak Summaja. Az Meltoságos öregbik Fejedelem Aszszonnak parantsolatjára. Sáros-Patak, 1653[5]
- Isteni és Istenes Synat. Tselek. XV. Rész, 1., 2., 3., 4., 5. és 6. v. Uo. 1655 (Egyetlen csonka példánya megvolt a Lugossy József gyűjteményében. Megjelent ezen munka a Magyarok Hatodik Jajja c. munkában is, Sárospatakon, 1660.)
- Igaz Magyar-Nep Negyedik Jajja s-Siralma; Es annak alkalmatossagaval idvesseges, Serkengettetese. Mellyet az ö veszedelmére verhedett dühöss Lengyelsegnek 1657-dik Esztendőben, Munkacsnal, a Hatodik Honak, vagy Ivan havanak 16-dik, 17-dik napjatol fogva valo ki-ütese, egetése es kegyetlen öldöklese, hozot veletlenöl reja s-ejtett rajta. M. Pal altal irattatott, s-praedicaltatott mindjárt a következendo Ur-napjan, 24. Junii, 1657. a Sáros-Pataki Ecclesiában. Uo. 1657 (1658-ban M. e prédikációt a Sok jajok c. gyűjteményébe is befoglalta)
- Rab-Szabadeto Isteni szent Mesterseg. Mely szerént, Rabságbol, s'egyéb Inségekből, keresztyén Felebarátink kimenekednek. Praedicáltatott a Sáros-Pataki Ecclesiában, 1657-ben 26-dik 7-bris, a Harmadik Böjt napon

Külön ülő Keresztyén. Az az, Kegyes szent Elméledés a' felöl, mint tarthassa az istenes Lélec, a' meg-veszett időkben, megferteződetlen önnön magát. sáros Pataki Ecclesiában praedicaltatott 1657-ben 17-dik 8-bris celebrált Hatodik Böjt napon. Uo. 1657
Serva Domine. Avagy, Nagy veszélyekben forgó és veszekedő Hiveknek Vigasztalási, s' Okai. Praedicáltatott a' Sáros Pataki Ecclesiában 4 9-bris 1657-ben. Uo. 1657 (e három prédikáció egyszerre nyomtatva együtt jelent meg)
- Igazak sorsa e' világon. Melyet A' Tekentetes Es Nagyságos Bocskai István Uram, király Urunk ö Felsége belsö Tanátsa, és Zemplén Vármegyénec fő Ispánja szerelmes Hütös-Társának; Néhai Tekéntetes és Nagyságos Lonyai Susanna Aszszonyomnak, legutolsóbb tisztességénec meg-adásában praedicállot, a Temetésnek helyén, ugy-mint a' Szeredahellyi Egyházban, az utolsó Hónak, vagy Novembernec 12-ik napján 1656-ban. Uo. 1657
- Sok Jajjokban, s' bánatos szivel ejtett könyhullatásokban merült, és feneklett, szegény igaz Magyaroknak, egynéhány keserö Siralmi. Mellyeket tétettec vélle, ez utolban el-mult nyolc, kilenc, de mindenec felett, tavali esztendőbéli s attvl fogva, valo megbecsülhetetlen Kór-vallási s' Romlási. Uo. 1658 (E gyűjtemény tartalma: Hármas Jaj, S.-Patak, Negyedik Jaj 1653., 1657. Istenhez való igaz megtérés 1658. Ötödik jaj 1658. Rabszabadító Isteni Szent Mesterség 1657. Külön ülő keresztyén 1657. Serva Domine 1657. Igazak Sorsa e' világon 1657. Uo.)
- Istenhez-való igaz Meg-teres. Avagy Szent és Isteni igaz Mod, Mint Kellyen a bünben heverönek, életét Isteni kivánsága szerént meg-jobbétani, és ötet magahoz engesztelni. Praedicáltatott a Sáros-Pataki Ecclesiában 5. August. 1657-ben. Uo. 1658
- Ötödik Jaj, Es siralom. Mellyel Szegény csak nem el-fogyott, lelkében el-fojlódott Magyar nemzetet, minapi amaz ő megsirathatatlan s' váratlan nagy Romlasaban; midőn az egész Erdelyi Tabor az Urakkal es Nemességgel, elmult Juniusnac végén, 1657-ben Podoliaban, a szines békeségö Szomszédoknac álnokságoc miat, a teméntelen sok csunya, praedaval élő tolvai Tatarsagtol véletlenöl meg-üttetvén, (Oh nagy Isten!) nyáj s' csorda modjara, hajtatott-el a' ki-beszélhetetlen gyalázatos és kegyetlen rabságra; siratta s' sirattatta, és már ez utánna s abból ki-jövő, jöhető számtalan veszedelmiért, annyival is inkább siratja, sirattatja: egyszer s' mind mentől hamarébb-valo igaz Meg-térésre serkengette, serkengeti ... Pradeicallotta 2. és 9. 7-br. 1657-ben Sáros Pataki Egyházban és ez szomoru alkalmatossággal hirdettetett Böjti némely Praedicátiokkal, s könyörgéssel egyetemben ki-bocsátotta. uo. 1658 (A könyv tárgya II. Rákóczi György erdélyi fejedelem veresége Lengyelországban.)
- Joseph Romlasa. Avagy Magyar Nemzet MDCLVIII. Esztendöbeli nagy pusztulásán, annak MDCLIX-nem kicsiny öregbülésén-való Kesergése, az Isteni Anyaszentegyházának. Amos 6. v. 6. Nem szánnyátok a' Jospehnek romlását. Praedikaltatott, Tekéntetes és Nemzetes néhai boldogul kimult Ibranyi Ferenc teste felet, 29. Juli 1659-ben az Ibrányi Egy-házban. Uo. 1659
- Felgerjedt s-pokol. fenekeig hatalmazott Rohogo Tüz ... Praedicallotta a Saros-Pataki Ecclesiában 20. 8-bris 1658. Uo. 1660
- Magyarok Hatodik Jajja. Mellyel e' romlott Nép, zokogta, zokogja ma-is MDCLVIII. esztendőbéli, egyfelöl Tatár Chámnak személje szerént Krimböl, számtalan sok Ezerekkel, Törökkel, Tatárral, Kozákkal és a két Oláh-Vajdával; más felöl Fő Vizernek Constantinápolyból, hasonló nagy sokasággal, dühös indulatból való réjá ütéseket, szörnyü égetéseket, öldökléseket, sarcoltatásokat, és szürü sok rablásokat. A mikor Boros-Jenőt is, Karánsebesel, Lugassal &c. elfoglalván, Törökkel raktág-meg; Száz ezer Rabnál többet vittenek el: Erdélyt Penig hallatlan, és el-viselhetetlen sarc alá vetették: törvényes Fejedelmétől is elrekesztvén. Siralm. 4. v. 4. ... és bizonyos Praedicatiokban foglalván praedicállotta, együtt-is másut-is; legföképpen a' Sáros-Pataki Ecclesiaban 1658, és 1659-dikben. Uo. 1660

(E könyv M. 1655-1666-ban külön-külön kiadott prédikációiból áll: Fel-gerjedt s-pokol fenekeig hatalmazott Rohogo Tüz. praed. S.-Patakon 20. 8.-bris 1658.; Joseph romlasa. 29. Julii 1659; Ezechias Kir. hiti, avagy hit ostroma. Két praed. 18. és 22. 7-bris 1658.; Ketseg torkabol kihatlo lelek. 25. Aug. 1658.; Bünön buskodó lelek kenszergese. Pünkösd napján 1669; Gyözködö Hit az Tetten, e Világon ... 1658. jún. 23.; Isteni és Istenes Synat. 6. Junij 1655.). (II. Rákóczi György bukásán kesergő prédikációk)
- Ezechias Kir. Hiti. Avagy Hit-Ostroma, A' tüzes Nyilaktol. Eph. 6. v. 16. Mindeneknek felette, a' hitnek paissát fel-vegyétek, mellyel ama' gonosznak tüzes nyilait meg-olthassátok. Mellyet két Praedikátiokban foglalt, s-praedicállot a Saros-Pataki Ecclesiában: az Elsöt 18-ik 7-ris 1658-dik-ben, Böjti alkalmatossággal; a Másodikat, mindjárt utánna valo Ur Napján, az az, azon Hónak 22-dikén. Uo. 1660
- Ketseg torkabol ki-hatlo lelek (Praed. S.-Patakon 25. Aug. 1658.) Uo. (1660)
- Bünös buslakodo lelek kenszergese (Praed. S.-Patakon Pünkösd napján 1659). Uo. 1660
- Gyözködö Hit a Testen, e Világon, Bünön, Halálon, Poklon és Kárhozaton; Christusnak Isten jobbjára üleseböl. Praedikaltatott a Sáros Pataki Ecclesiaban, Sz. Marc utolsó Részénec Rend szerént-való magyarázásánac alkalmatosságával, 23. Junii 1658-ban. Uo. 1660
- Rövid tanítás a presbyteriumról avagy Egyházi Tanácsról. 1653; sajtó alá rend. Incze Gábor; Református Külmissziói Szövetség, Bp., 1934 (Missziói füzetek)
- Praxis pietatis azaz Kegyesség gyakorlás... Debrecen, 1636; előszó Ravasz László; Incze Gábor, Bp., 1936 (A reformáció és ellenreformáció korának evangéliumi keresztyén egyházi írói)
- Lelki ábécé; Bácsy Ernő irányításával kiadta a Budapesti Református Gimnázium VIII. osztálya; Egyetemi Ny., Bp., 1942 (Magyar irodalmi ritkaságok)
- Erdély romlásának okairól; szerk., előszó, jegyz. Szigethy Gábor; 2. jav. kiad.; Holnap, Bp., 1999
- Praxis pietatis azaz kegyesség gyakorlás; vál., szerk. Bálint Ágnes, utószó Győri L. János; Koinónia, Kolozsvár, 2003